# Équipe de Tchécoslovaquie masculine de basket-ball
Cet article traite de l'équipe masculine. Pour l'équipe féminine, voir Équipe de Tchécoslovaquie féminine de basket-ball.
Maillots
Actualités
L'Équipe de Tchécoslovaquie de basket-ball représentait la Fédération de Tchécoslovaquie de basket-ball lors des compétitions internationales, notamment aux Jeux olympiques d'été et aux championnats du monde.

## Parcours aux Jeux olympiques

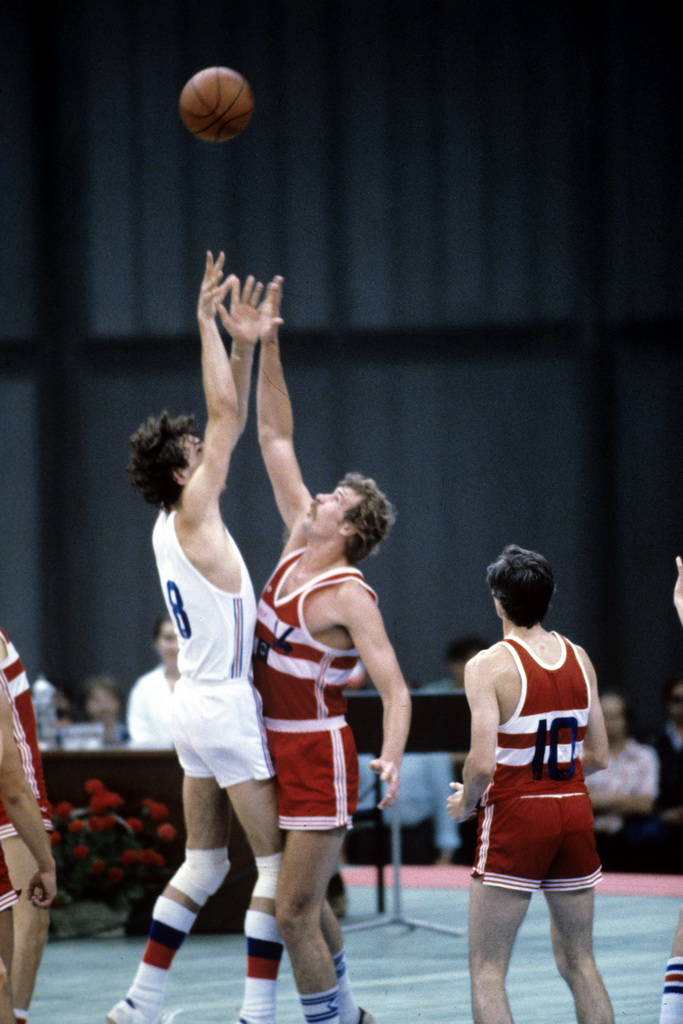
L'équipe nationale contre l'URSS aux Jeux olympiques de Moscou.

- 1936 :
- 1948 : 7e
- 1952 : 10e
- 1956 :
- 1960 : 5e
- 1964 :
- 1968 :
- 1972 : 8e
- 1976 : 6e
- 1980 : 9e
- 1984 :
- 1988 :

## Parcours aux Championnats du Monde
- 1950 :
- 1954 :
- 1959 :
- 1963 :
- 1967 :
- 1970 : 6e
- 1974 : 10e
- 1978 : 9e
- 1982 : 10e
- 1986 :
- 1990 :

## Parcours en Championnat d'Europe
Voici le parcours de l'équipe tchécoslovaque en Championnat d'Europe :
- 1935 :  3e
- 1937 : 7e
- 1939 :
- 1946 :  Champion
- 1947 :  2e
- 1949 :
- 1951 :  2e
- 1953 : 4e
- 1955 :  2e
- 1957 :  3e
- 1959 :  2e
- 1961 : 5e
- 1963 : 10e
- 1965 : 7e
- 1967 :  2e
- 1969 :  3e
- 1971 : 5e
- 1973 : 4e
- 1975 : 6e
- 1977 :  3e
- 1979 : 4e
- 1981 :  3e
- 1983 : 10e
- 1985 :  2e
- 1987 : 8e
- 1989 :
- 1991 : 6e